# El principio de Arquímedes
|  | Aquest article tracta sobre el film. Vegeu-ne altres significats a «Arquimedes (desambiguació)». |

El principio de Arquímedes és una pel·lícula espanyola dirigida el 2004 per Gerardo Herrero amb guió de Belén Gopegui que tracta sobre la vida professional de dues dones alhora que analitza les relacions professionals i de parella.

## Argument
Sonia (Marta Belaustegui) i Rocío (Blanca Oteyza) són dues amigues que tenen una vida totalment oposada. Sonia és una executiva que no té temps d'estar amb els seus fills i Rocío camina en treballs eventuals malgrat la seva alta qualificació... Per això Sonia desitja tenir més vida personal i Rocío que la valorin més en la vida professional.

## Repartiment
- Marta Belaustegui...	Sonia
- Roberto Enríquez...	Mariano
- Alberto Jiménez...	Andrés
- Blanca Oteyza...	Rocío
- Vicky Peña	 ...	Carmen
- Manuel Morón	...	Nicolás
- Víctor Clavijo...	Pedro
- Omar Muñoz...	David

## Nominacions
Medalles del Cercle d'Escriptors Cinematogràfics
- 2004: Candidata al Premi de Millor actriu (Marta Belaustegui).